# روژه دکوک
روژه دکوک (انگلیسی: Roger Decock؛ زادهٔ ۲۰ آوریل ۱۹۲۷ – درگذشته ۳۰ مه ۲۰۲۰) دوچرخه‌سوار اهل بلژیک بود.